# Federico Broin
Federico Nicolás Broin (Santa Fe, Argentina; 1 de junio de 1989) es un futbolista argentino. Supo jugar como mediocampista por derecha y su primer equipo fue Unión de Santa Fe.
Luego en Ben Hur de Rafaela no tuvo su mejor versión, en el antiguo torneo argentino B, y decidió finalizar el vínculo deportivo para dedicarse al estudio.
Después de varias ofertas y un párate necesario, Federico se recuperó de sus lesiones y decidió fichar por club San Lorenzo de Catalunya. Actualmente se desempeña como centro delantero, compitiendo en la tercera división catalana, que corresponde a la Federación catalana de futbol.

## Trayectoria
Su debut como profesional se produjo el 24 de mayo de 2009, en el empate de Unión 2-2 ante Quilmes: ese día ingresó a los 21 del ST en reemplazo de Rodrigo Acosta.
Jugó también en Universidad Nacional del Litoral (donde logró el ascenso a la Primera de Liga), Unión de Crespo, Belgrano de Paraná, Colón de San Justo y Ben Hur de Rafaela, donde decidió dejar el fútbol para priorizar sus estudios.
Desde el 2022 decide volver al fútbol federado y se viste de azul grana, representando a San Lorenzo de Catalunya, donde en 2023 logro el ascenso a la Tercera Catalana.

## Clubes
| Club                             | País      | Año       |
| -------------------------------- | --------- | --------- |
| Unión de Santa Fe                | Argentina | 2009-2010 |
| Universidad Nacional del Litoral | Argentina | 2011      |
| Unión de Crespo                  | Argentina | 2012      |
| Belgrano de Paraná               | Argentina | 2012      |
| Colón de San Justo               | Argentina | 2013      |
| Ben Hur de Rafaela               | Argentina | 2013      |

San Lorenzo de Catalunya 
| Barcelona
| España
|2023
|}

### Estadísticas
- Actualizado al final de su carrera deportiva

| Club                | Div.                | Temporada           | Liga | Liga | Copa Nacional | Copa Nacional | Copa Internacional | Copa Internacional | Total | Total |
| Club                | Div.                | Temporada           | PJ   | G    | PJ            | G             | PJ                 | G                  | PJ    | G     |
| ------------------- | ------------------- | ------------------- | ---- | ---- | ------------- | ------------- | ------------------ | ------------------ | ----- | ----- |
| Unión Argentina     |                     |                     |      |      |               |               |                    |                    |       |       |
| 2.ª                 | 2008/09             | 3                   | 0    | -    | -             | -             | -                  | 3                  | 0     |       |
| 2.ª                 | 2009/10             | 0                   | 0    | -    | -             | -             | -                  | 0                  | 0     |       |
| 2.ª                 | 2010/11             | 0                   | 0    | -    | -             | -             | -                  | 0                  | 0     |       |
| Total               | Total               | 3                   | 0    | -    | -             | -             | -                  | 3                  | 0     |       |
| Ben Hur Argentina   |                     |                     |      |      |               |               |                    |                    |       |       |
| 4.ª                 | 2013/14             | 10                  | 0    | -    | -             | -             | -                  | 10                 | 0     |       |
| Total               | Total               | 10                  | 0    | -    | -             | -             | -                  | 10                 | 0     |       |
| Total en su carrera | Total en su carrera | Total en su carrera | 13   | 0    | -             | -             | -                  | -                  | 13    | 0     |